# Instituto Tecnológico «La Marañosa»
El Instituto Tecnológico “La Marañosa” (ITM) fue un organismo de investigación, desarrollo tecnológico e innovación (I+D+i), perteneciente al Ministerio de Defensa de España posteriormente absorbido por el Instituto Nacional de Técnica Aeroespacial como Subdirección General de Sistemas Terrestres de dicho organismo. Fue inaugurado en febrero de 2011. Se encuentra en San Martín de la Vega, Comunidad de Madrid.
El instituto cuenta con 11 edificios temáticos repartidos en 44.000 metros cuadrados; 138 laboratorios organizados en siete áreas especializadas, y una plantilla de alrededor de 800 trabajadores e investigadores civiles y militares. Constituye un referente en I+D para Defensa y las Fuerzas Armadas en materia de armamento, material y equipo, cuyas principales funciones se centran en la evaluación y ensayos de armas y municiones, el desarrollo de proyectos de investigación, experimentación, análisis y simulación, y actividades de metrología o calibración.
Este campus tecnológico surgió del proceso de racionalización de 6 centros tecnológicos de la Dirección General de Armamento y Material:
1. Centro de Investigación y Desarrollo de la Armada (CIDA).
2. Polígono de Experiencias de Carabanchel (PEC).
3. Taller de Precisión y Centro Electrotécnico de Artillería (TPYCEA) creado en 1898 (los tres en Madrid),
4. Centro de Ensayos de Torregorda (CET, en Cádiz),
5. Laboratorio Químico Central de Armamento (LQCA) y,
6. Fábrica Nacional de La Marañosa (FNM) (ambos en la finca de La Marañosa).

Su objetivo es impulsar las capacidades tecnológicas de interés para la defensa de uso dual (civil y militar) trabajando asimismo en estrecho contacto con otros centros nacionales y empresas sobre proyectos de investigación y desarrollo que fortalezcan la capacidad de innovación.
Así, el Instituto cuenta con siete áreas tecnológicas:
- Armamento.
- Electrónica.
- Metrología y Factores Humanos.
- Defensa Nuclear, Biológica y Química (NBQ) y Materiales.
- Optrónica y Acústica.
- Plataformas.
- Tecnologías de la Información, Comunicaciones y Simulación (TICS).